# Dinastía Julio-Claudia
La dinastía Julio-Claudia hace referencia a los cinco primeros emperadores romanos emparentados con Julio César: Augusto, Tiberio, Calígula, Claudio y Nerón. Gobernaron el Imperio romano del 27 a. C. al 68 d. C., cuando el último de la línea sucesoria, Nerón, se suicidó. Estos cinco emperadores estaban unidos, por matrimonio y adopciones, con las gens Julia y Claudia.
Aunque algunos historiadores sostienen que la dinastía fue fundada por Julio César —quien nunca fue emperador, pero sí ostentó un poder superior al de ellos y tuvo conexiones con los claudios por medio del matrimonio de Augusto con Livia y de varios otros entre sus descendientes—, otros atribuyen el hecho a su sobrino-nieto Augusto. Por las venas de Augusto, Calígula, Claudio y Nerón corría la sangre de Julio César. Los julio-claudios también se hallaban emparentados con Marco Antonio.

## Relaciones dinásticas
Se conoce esta dinastía como Julio-Claudia porque sus miembros descendían de dos gentes patricias de rancio abolengo senatorial en la Antigua Roma: los Julios y los Claudios. Además, la familia imperial incluía ascendientes y ramas colaterales de los Octavios de Velitrae, Claudios Marcelos, Antonios, Vipsanios Agripas, Domicios Enobarbos, Emilios Lépidos, Junios Silanos y Valerios Mesalas. Asimismo, el hecho de que las uniones matrimoniales endogámicas fueran comunes dentro de esta extensa familia hace enormemente complicada la representación de sus relaciones familiares; de hecho, casi todos los matrimonios habidos en esta dinastía lo fueron entre familiares más o menos cercanos.
Augusto, el fundador de la dinastía, era un Octavio de nacimiento y un Julio por haber sido adoptado por su tíoabuelo, Julio César.
Tiberio era un Claudio de nacimiento, pero como Augusto antes que él, se hizo Julio al ser adoptado por su padrastro Augusto.
Calígula, sin embargo, era Julio de nacimiento por la adopción de su padre Germánico por Tiberio. Descendía de Augusto por parte de su madre Agripina la Mayor.
Claudio era un Claudio, aunque también descendía de la familia Julia por parte de su abuela materna Octavia la Menor —hermana de Augusto—, cuya propia abuela materna era Julia la Menor, hermana de Julio César. Fue el único que no fue adoptado ni directa ni indirectamente por ningún emperador anterior, ya que fue proclamado emperador por los asesinos de su sobrino Calígula.
Nerón era un Domicio de nacimiento. Como Calígula, también compartía ancestros Julios y Claudios. También, de nuevo como Calígula, descendía de Augusto, porque era su tataranieto, y como Tiberio, fue adoptado como hijo y heredero por su padrastro Claudio, quien además era su tío abuelo.

## Árbol genealógico
A continuación se presentan los miembros más conocidos y sus relaciones de parentesco. Se ha añadido a los miembros de la gens Julia emparentados con Augusto de finales de la República. Los emperadores están en negrita.
|  |  |                       |                       |                       |                       |                       |                       |                |                |                |                |                |                |                   |                   |                   |                   |                   |                   |                |                | Cayo Julio César | Cayo Julio César | Cayo Julio César | Cayo Julio César | Cayo Julio César | Cayo Julio César |                  |                  |                       |                       |                       |                       | Marcia                | Marcia                | Marcia                | Marcia                | Marcia                | Marcia                |         |         |                   |                   |                      |                      |                      |                      |                       |                      |                |                |                   |                   |                   |                   |                   |                   |                  |                  |                  |                  |               |               |               |               |  |  |  |  |  |  |  |  |  |  |  |  |  |  |  |  |  |  |  |  |  |  |  |  |  |  |  |  |  |  |
|  |  |                       |                       |                       |                       |                       |                       |                |                |                |                |                |                |                   |                   |                   |                   |                   |                   |                |                | Cayo Julio César | Cayo Julio César | Cayo Julio César | Cayo Julio César | Cayo Julio César | Cayo Julio César |                  |                  |                       |                       |                       |                       | Marcia                | Marcia                | Marcia                | Marcia                | Marcia                | Marcia                |         |         |                   |                   |                      |                      |                      |                      |                       |                      |                |                |                   |                   |                   |                   |                   |                   |                  |                  |                  |                  |               |               |               |               |  |  |  |  |  |  |  |  |  |  |  |  |  |  |  |  |  |  |  |  |  |  |  |  |  |  |  |  |  |  |
|  |  |                       |                       |                       |                       |                       |                       |                |                |                |                |                |                |                   |                   |                   |                   |                   |                   |                |                |                  |                  |                  |                  |                  |                  |                  |                  |                       |                       |                       |                       |                       |                       |                       |                       |                       |                       |         |         |                   |                   |                      |                      |                      |                      |                       |                      |                |                |                   |                   |                   |                   |                   |                   |                  |                  |                  |                  |               |               |               |               |  |  |  |  |  |  |  |  |  |  |  |  |  |  |  |  |  |  |  |  |  |  |  |  |  |  |  |  |  |  |
|  |  |                       |                       |                       |                       |                       |                       |                |                |                |                |                |                |                   |                   |                   |                   |                   |                   |                |                |                  |                  |                  |                  |                  |                  |                  |                  |                       |                       |                       |                       |                       |                       |                       |                       |                       |                       |         |         |                   |                   |                      |                      |                      |                      |                       |                      |                |                |                   |                   |                   |                   |                   |                   |                  |                  |                  |                  |               |               |               |               |  |  |  |  |  |  |  |  |  |  |  |  |  |  |  |  |  |  |  |  |  |  |  |  |  |  |  |  |  |  |
|  |  |                       |                       |                       |                       |                       |                       |                |                |                |                |                |                |                   |                   |                   |                   |                   |                   |                |                |                  |                  |                  |                  |                  |                  |                  |                  |                       |                       |                       |                       |                       |                       |                       |                       |                       |                       |         |         |                   |                   |                      |                      |                      |                      |                       |                      |                |                |                   |                   |                   |                   |                   |                   |                  |                  |                  |                  |               |               |               |               |  |  |  |  |  |  |  |  |  |  |  |  |  |  |  |  |  |  |  |  |  |  |  |  |  |  |  |  |  |  |
|  |  |                       |                       |                       |                       | Cayo Mario            | Cayo Mario            | Cayo Mario     | Cayo Mario     | Cayo Mario     | Cayo Mario     |                |                | Julia             | Julia             | Julia             | Julia             | Julia             | Julia             |                |                |                  |                  |                  |                  |                  |                  | Cayo Julio César | Cayo Julio César | Cayo Julio César      | Cayo Julio César      | Cayo Julio César      | Cayo Julio César      |                       |                       | Aurelia               | Aurelia               | Aurelia               | Aurelia               | Aurelia | Aurelia |                   |                   |                      |                      |                      |                      |                       |                      |                |                | Sexto Julio César | Sexto Julio César | Sexto Julio César | Sexto Julio César | Sexto Julio César | Sexto Julio César |                  |                  |                  |                  |               |               |               |               |  |  |  |  |  |  |  |  |  |  |  |  |  |  |  |  |  |  |  |  |  |  |  |  |  |  |  |  |  |  |
|  |  |                       |                       |                       |                       | Cayo Mario            | Cayo Mario            | Cayo Mario     | Cayo Mario     | Cayo Mario     | Cayo Mario     |                |                | Julia             | Julia             | Julia             | Julia             | Julia             | Julia             |                |                |                  |                  |                  |                  |                  |                  | Cayo Julio César | Cayo Julio César | Cayo Julio César      | Cayo Julio César      | Cayo Julio César      | Cayo Julio César      |                       |                       | Aurelia               | Aurelia               | Aurelia               | Aurelia               | Aurelia | Aurelia |                   |                   |                      |                      |                      |                      |                       |                      |                |                | Sexto Julio César | Sexto Julio César | Sexto Julio César | Sexto Julio César | Sexto Julio César | Sexto Julio César |                  |                  |                  |                  |               |               |               |               |  |  |  |  |  |  |  |  |  |  |  |  |  |  |  |  |  |  |  |  |  |  |  |  |  |  |  |  |  |  |
|  |  |                       |                       |                       |                       |                       |                       |                |                |                |                |                |                |                   |                   |                   |                   |                   |                   |                |                |                  |                  |                  |                  |                  |                  |                  |                  |                       |                       |                       |                       |                       |                       |                       |                       |                       |                       |         |         |                   |                   |                      |                      |                      |                      |                       |                      |                |                |                   |                   |                   |                   |                   |                   |                  |                  |                  |                  |               |               |               |               |  |  |  |  |  |  |  |  |  |  |  |  |  |  |  |  |  |  |  |  |  |  |  |  |  |  |  |  |  |  |
|  |  |                       |                       |                       |                       |                       |                       |                |                |                |                |                |                |                   |                   |                   |                   |                   |                   |                |                |                  |                  |                  |                  |                  |                  |                  |                  |                       |                       |                       |                       |                       |                       |                       |                       |                       |                       |         |         |                   |                   |                      |                      |                      |                      |                       |                      |                |                |                   |                   |                   |                   |                   |                   |                  |                  |                  |                  |               |               |               |               |  |  |  |  |  |  |  |  |  |  |  |  |  |  |  |  |  |  |  |  |  |  |  |  |  |  |  |  |  |  |
|  |  |                       |                       |                       |                       |                       |                       |                |                |                |                |                |                |                   |                   |                   |                   |                   |                   |                |                |                  |                  |                  |                  |                  |                  |                  |                  |                       |                       |                       |                       |                       |                       |                       |                       |                       |                       |         |         |                   |                   |                      |                      |                      |                      |                       |                      |                |                |                   |                   |                   |                   |                   |                   |                  |                  |                  |                  |               |               |               |               |  |  |  |  |  |  |  |  |  |  |  |  |  |  |  |  |  |  |  |  |  |  |  |  |  |  |  |  |  |  |
|  |  |                       |                       |                       |                       |                       |                       |                |                | Cayo Mario     | Cayo Mario     | Cayo Mario     | Cayo Mario     | Cayo Mario        | Cayo Mario        |                   |                   |                   |                   | Julio César    | Julio César    | Julio César      | Julio César      | Julio César      | Julio César      |                  |                  | Cornelia         | Cornelia         | Cornelia              | Cornelia              | Cornelia              | Cornelia              |                       |                       |                       |                       |                       |                       |         |         |                   |                   |                      |                      | Julia la Menor       | Julia la Menor       | Julia la Menor        | Julia la Menor       | Julia la Menor | Julia la Menor |                   |                   | Marco Acio Balbo  | Marco Acio Balbo  | Marco Acio Balbo  | Marco Acio Balbo  | Marco Acio Balbo | Marco Acio Balbo |                  |                  |               |               |               |               |  |  |  |  |  |  |  |  |  |  |  |  |  |  |  |  |  |  |  |  |  |  |  |  |  |  |  |  |  |  |
|  |  |                       |                       |                       |                       |                       |                       |                |                | Cayo Mario     | Cayo Mario     | Cayo Mario     | Cayo Mario     | Cayo Mario        | Cayo Mario        |                   |                   |                   |                   | Julio César    | Julio César    | Julio César      | Julio César      | Julio César      | Julio César      |                  |                  | Cornelia         | Cornelia         | Cornelia              | Cornelia              | Cornelia              | Cornelia              |                       |                       |                       |                       |                       |                       |         |         |                   |                   |                      |                      | Julia la Menor       | Julia la Menor       | Julia la Menor        | Julia la Menor       | Julia la Menor | Julia la Menor |                   |                   | Marco Acio Balbo  | Marco Acio Balbo  | Marco Acio Balbo  | Marco Acio Balbo  | Marco Acio Balbo | Marco Acio Balbo |                  |                  |               |               |               |               |  |  |  |  |  |  |  |  |  |  |  |  |  |  |  |  |  |  |  |  |  |  |  |  |  |  |  |  |  |  |
|  |  |                       |                       |                       |                       |                       |                       |                |                |                |                |                |                |                   |                   |                   |                   |                   |                   |                |                |                  |                  |                  |                  |                  |                  |                  |                  |                       |                       |                       |                       |                       |                       |                       |                       |                       |                       |         |         |                   |                   |                      |                      |                      |                      |                       |                      |                |                |                   |                   |                   |                   |                   |                   |                  |                  |                  |                  |               |               |               |               |  |  |  |  |  |  |  |  |  |  |  |  |  |  |  |  |  |  |  |  |  |  |  |  |  |  |  |  |  |  |
|  |  |                       |                       |                       |                       |                       |                       |                |                |                |                |                |                |                   |                   | Pompeyo           | Pompeyo           | Pompeyo           | Pompeyo           | Pompeyo        | Pompeyo        |                  |                  | Julia            | Julia            | Julia            | Julia            | Julia            | Julia            |                       |                       |                       |                       |                       |                       |                       |                       |                       |                       |         |         | Cayo Octavio      | Cayo Octavio      | Cayo Octavio         | Cayo Octavio         | Cayo Octavio         | Cayo Octavio         |                       |                      | Acia           | Acia           | Acia              | Acia              | Acia              | Acia              |                   |                   |                  |                  |                  |                  |               |               |               |               |  |  |  |  |  |  |  |  |  |  |  |  |  |  |  |  |  |  |  |  |  |  |  |  |  |  |  |  |  |  |
|  |  |                       |                       |                       |                       |                       |                       |                |                |                |                |                |                |                   |                   | Pompeyo           | Pompeyo           | Pompeyo           | Pompeyo           | Pompeyo        | Pompeyo        |                  |                  | Julia            | Julia            | Julia            | Julia            | Julia            | Julia            |                       |                       |                       |                       |                       |                       |                       |                       |                       |                       |         |         | Cayo Octavio      | Cayo Octavio      | Cayo Octavio         | Cayo Octavio         | Cayo Octavio         | Cayo Octavio         |                       |                      | Acia           | Acia           | Acia              | Acia              | Acia              | Acia              |                   |                   |                  |                  |                  |                  |               |               |               |               |  |  |  |  |  |  |  |  |  |  |  |  |  |  |  |  |  |  |  |  |  |  |  |  |  |  |  |  |  |  |
|  |  |                       |                       |                       |                       |                       |                       |                |                |                |                |                |                |                   |                   |                   |                   |                   |                   |                |                |                  |                  |                  |                  |                  |                  |                  |                  |                       |                       |                       |                       |                       |                       |                       |                       |                       |                       |         |         |                   |                   |                      |                      |                      |                      |                       |                      |                |                |                   |                   |                   |                   |                   |                   |                  |                  |                  |                  |               |               |               |               |  |  |  |  |  |  |  |  |  |  |  |  |  |  |  |  |  |  |  |  |  |  |  |  |  |  |  |  |  |  |
|  |  |                       |                       |                       |                       |                       |                       |                |                |                |                |                |                |                   |                   |                   |                   |                   |                   |                |                |                  |                  |                  |                  |                  |                  |                  |                  |                       |                       |                       |                       |                       |                       |                       |                       |                       |                       |         |         |                   |                   |                      |                      |                      |                      |                       |                      |                |                |                   |                   |                   |                   |                   |                   |                  |                  |                  |                  |               |               |               |               |  |  |  |  |  |  |  |  |  |  |  |  |  |  |  |  |  |  |  |  |  |  |  |  |  |  |  |  |  |  |
|  |  |                       |                       |                       |                       |                       |                       |                |                |                |                |                |                |                   |                   |                   |                   |                   |                   |                |                |                  |                  |                  |                  |                  |                  |                  |                  |                       |                       |                       |                       |                       |                       |                       |                       |                       |                       |         |         |                   |                   |                      |                      |                      |                      |                       |                      |                |                |                   |                   |                   |                   |                   |                   |                  |                  |                  |                  |               |               |               |               |  |  |  |  |  |  |  |  |  |  |  |  |  |  |  |  |  |  |  |  |  |  |  |  |  |  |  |  |  |  |
|  |  |                       |                       |                       |                       |                       |                       |                |                |                |                |                |                |                   |                   |                   |                   |                   |                   |                |                |                  |                  |                  |                  |                  |                  |                  |                  |                       |                       |                       |                       |                       |                       |                       |                       |                       |                       |         |         |                   |                   |                      |                      |                      |                      |                       |                      |                |                |                   |                   |                   |                   |                   |                   |                  |                  |                  |                  |               |               |               |               |  |  |  |  |  |  |  |  |  |  |  |  |  |  |  |  |  |  |  |  |  |  |  |  |  |  |  |  |  |  |
|  |  |                       |                       |                       |                       | Escribonia            | Escribonia            | Escribonia     | Escribonia     | Escribonia     | Escribonia     |                |                | Augusto           | Augusto           | Augusto           | Augusto           | Augusto           | Augusto           |                |                | Livia Drusila    | Livia Drusila    | Livia Drusila    | Livia Drusila    | Livia Drusila    | Livia Drusila    |                  |                  | Tiberio Claudio Nerón | Tiberio Claudio Nerón | Tiberio Claudio Nerón | Tiberio Claudio Nerón | Tiberio Claudio Nerón | Tiberio Claudio Nerón |                       |                       |                       |                       |         |         |                   |                   | Cayo Claudio Marcelo | Cayo Claudio Marcelo | Cayo Claudio Marcelo | Cayo Claudio Marcelo | Cayo Claudio Marcelo  | Cayo Claudio Marcelo |                |                | Octavia la Menor  | Octavia la Menor  | Octavia la Menor  | Octavia la Menor  | Octavia la Menor  | Octavia la Menor  |                  |                  | Marco Antonio    | Marco Antonio    | Marco Antonio | Marco Antonio | Marco Antonio | Marco Antonio |  |  |  |  |  |  |  |  |  |  |  |  |  |  |  |  |  |  |  |  |  |  |  |  |  |  |  |  |  |  |
|  |  |                       |                       |                       |                       | Escribonia            | Escribonia            | Escribonia     | Escribonia     | Escribonia     | Escribonia     |                |                | Augusto           | Augusto           | Augusto           | Augusto           | Augusto           | Augusto           |                |                | Livia Drusila    | Livia Drusila    | Livia Drusila    | Livia Drusila    | Livia Drusila    | Livia Drusila    |                  |                  | Tiberio Claudio Nerón | Tiberio Claudio Nerón | Tiberio Claudio Nerón | Tiberio Claudio Nerón | Tiberio Claudio Nerón | Tiberio Claudio Nerón |                       |                       |                       |                       |         |         |                   |                   | Cayo Claudio Marcelo | Cayo Claudio Marcelo | Cayo Claudio Marcelo | Cayo Claudio Marcelo | Cayo Claudio Marcelo  | Cayo Claudio Marcelo |                |                | Octavia la Menor  | Octavia la Menor  | Octavia la Menor  | Octavia la Menor  | Octavia la Menor  | Octavia la Menor  |                  |                  | Marco Antonio    | Marco Antonio    | Marco Antonio | Marco Antonio | Marco Antonio | Marco Antonio |  |  |  |  |  |  |  |  |  |  |  |  |  |  |  |  |  |  |  |  |  |  |  |  |  |  |  |  |  |  |
|  |  |                       |                       |                       |                       |                       |                       |                |                |                |                |                |                |                   |                   |                   |                   |                   |                   |                |                |                  |                  |                  |                  |                  |                  |                  |                  |                       |                       |                       |                       |                       |                       |                       |                       |                       |                       |         |         |                   |                   |                      |                      |                      |                      |                       |                      |                |                |                   |                   |                   |                   |                   |                   |                  |                  |                  |                  |               |               |               |               |  |  |  |  |  |  |  |  |  |  |  |  |  |  |  |  |  |  |  |  |  |  |  |  |  |  |  |  |  |  |
|  |  |                       |                       |                       |                       |                       |                       |                |                |                |                |                |                |                   |                   |                   |                   |                   |                   |                |                |                  |                  |                  |                  |                  |                  |                  |                  |                       |                       |                       |                       |                       |                       |                       |                       |                       |                       |         |         |                   |                   |                      |                      |                      |                      | Marco Claudio Marcelo |                      |                |                |                   |                   |                   |                   |                   |                   |                  |                  |                  |                  |               |               |               |               |  |  |  |  |  |  |  |  |  |  |  |  |  |  |  |  |  |  |  |  |  |  |  |  |  |  |  |  |  |  |
|  |  |                       |                       |                       |                       |                       |                       |                |                |                |                |                |                |                   |                   |                   |                   |                   |                   |                |                |                  |                  |                  |                  |                  |                  |                  |                  |                       |                       |                       |                       |                       |                       |                       |                       |                       |                       |         |         |                   |                   |                      |                      |                      |                      |                       |                      |                |                |                   |                   |                   |                   |                   |                   |                  |                  |                  |                  |               |               |               |               |  |  |  |  |  |  |  |  |  |  |  |  |  |  |  |  |  |  |  |  |  |  |  |  |  |  |  |  |  |  |
|  |  |                       |                       |                       |                       |                       |                       |                |                |                |                |                |                |                   |                   |                   |                   |                   |                   |                |                |                  |                  |                  |                  |                  |                  |                  |                  |                       |                       |                       |                       |                       |                       |                       |                       |                       |                       |         |         |                   |                   |                      |                      |                      |                      |                       |                      |                |                |                   |                   |                   |                   |                   |                   |                  |                  |                  |                  |               |               |               |               |  |  |  |  |  |  |  |  |  |  |  |  |  |  |  |  |  |  |  |  |  |  |  |  |  |  |  |  |  |  |
|  |  |                       |                       |                       |                       |                       |                       |                |                |                |                |                |                |                   |                   |                   |                   |                   |                   |                |                |                  |                  |                  |                  |                  |                  |                  |                  |                       |                       |                       |                       |                       |                       |                       |                       |                       |                       |         |         |                   |                   |                      |                      |                      |                      |                       |                      |                |                |                   |                   |                   |                   |                   |                   |                  |                  |                  |                  |               |               |               |               |  |  |  |  |  |  |  |  |  |  |  |  |  |  |  |  |  |  |  |  |  |  |  |  |  |  |  |  |  |  |
|  |  |                       |                       |                       |                       |                       |                       |                |                |                |                |                |                |                   |                   |                   |                   |                   |                   |                |                |                  |                  |                  |                  |                  |                  |                  |                  |                       |                       |                       |                       |                       |                       |                       |                       |                       |                       |         |         |                   |                   |                      |                      |                      |                      |                       |                      |                |                |                   |                   |                   |                   |                   |                   |                  |                  |                  |                  |               |               |               |               |  |  |  |  |  |  |  |  |  |  |  |  |  |  |  |  |  |  |  |  |  |  |  |  |  |  |  |  |  |  |
|  |  | Marco Vipsanio Agripa | Marco Vipsanio Agripa | Marco Vipsanio Agripa | Marco Vipsanio Agripa | Marco Vipsanio Agripa | Marco Vipsanio Agripa |                |                | Julia la Mayor | Julia la Mayor | Julia la Mayor | Julia la Mayor | Julia la Mayor    | Julia la Mayor    |                   |                   | Tiberio           | Tiberio           | Tiberio        | Tiberio        | Tiberio          | Tiberio          |                  |                  | Vipsania         | Vipsania         | Vipsania         | Vipsania         | Vipsania              | Vipsania              |                       |                       | Druso el Mayor        | Druso el Mayor        | Druso el Mayor        | Druso el Mayor        | Druso el Mayor        | Druso el Mayor        |         |         | Antonia la Menor  | Antonia la Menor  | Antonia la Menor     | Antonia la Menor     | Antonia la Menor     | Antonia la Menor     |                       |                      |                |                |                   |                   |                   |                   | Antonia la Mayor  | Antonia la Mayor  | Antonia la Mayor | Antonia la Mayor | Antonia la Mayor | Antonia la Mayor |               |               |               |               |  |  |  |  |  |  |  |  |  |  |  |  |  |  |  |  |  |  |  |  |  |  |  |  |  |  |  |  |  |  |
|  |  | Marco Vipsanio Agripa | Marco Vipsanio Agripa | Marco Vipsanio Agripa | Marco Vipsanio Agripa | Marco Vipsanio Agripa | Marco Vipsanio Agripa |                |                | Julia la Mayor | Julia la Mayor | Julia la Mayor | Julia la Mayor | Julia la Mayor    | Julia la Mayor    |                   |                   | Tiberio           | Tiberio           | Tiberio        | Tiberio        | Tiberio          | Tiberio          |                  |                  | Vipsania         | Vipsania         | Vipsania         | Vipsania         | Vipsania              | Vipsania              |                       |                       | Druso el Mayor        | Druso el Mayor        | Druso el Mayor        | Druso el Mayor        | Druso el Mayor        | Druso el Mayor        |         |         | Antonia la Menor  | Antonia la Menor  | Antonia la Menor     | Antonia la Menor     | Antonia la Menor     | Antonia la Menor     |                       |                      |                |                |                   |                   |                   |                   | Antonia la Mayor  | Antonia la Mayor  | Antonia la Mayor | Antonia la Mayor | Antonia la Mayor | Antonia la Mayor |               |               |               |               |  |  |  |  |  |  |  |  |  |  |  |  |  |  |  |  |  |  |  |  |  |  |  |  |  |  |  |  |  |  |
|  |  |                       |                       |                       |                       |                       |                       |                |                |                |                |                |                |                   |                   |                   |                   |                   |                   |                |                |                  |                  |                  |                  |                  |                  |                  |                  |                       |                       |                       |                       |                       |                       |                       |                       |                       |                       |         |         |                   |                   |                      |                      |                      |                      |                       |                      |                |                |                   |                   |                   |                   |                   |                   |                  |                  |                  |                  |               |               |               |               |  |  |  |  |  |  |  |  |  |  |  |  |  |  |  |  |  |  |  |  |  |  |  |  |  |  |  |  |  |  |
|  |  |                       |                       |                       |                       |                       |                       |                |                |                |                |                |                |                   |                   |                   |                   |                   |                   |                |                |                  |                  |                  |                  |                  |                  |                  |                  |                       |                       |                       |                       |                       |                       |                       |                       |                       |                       |         |         |                   |                   |                      |                      |                      |                      |                       |                      |                |                |                   |                   |                   |                   |                   |                   |                  |                  |                  |                  |               |               |               |               |  |  |  |  |  |  |  |  |  |  |  |  |  |  |  |  |  |  |  |  |  |  |  |  |  |  |  |  |  |  |
|  |  |                       |                       |                       |                       |                       |                       |                |                |                |                |                |                |                   |                   |                   |                   |                   |                   |                |                |                  |                  |                  |                  |                  |                  |                  |                  |                       |                       |                       |                       |                       |                       |                       |                       |                       |                       |         |         |                   |                   |                      |                      |                      |                      |                       |                      |                |                |                   |                   |                   |                   |                   |                   |                  |                  |                  |                  |               |               |               |               |  |  |  |  |  |  |  |  |  |  |  |  |  |  |  |  |  |  |  |  |  |  |  |  |  |  |  |  |  |  |
|  |  |                       |                       |                       |                       |                       |                       |                |                |                |                |                |                |                   |                   |                   |                   |                   |                   |                |                | Druso el Joven   | Druso el Joven   | Druso el Joven   | Druso el Joven   | Druso el Joven   | Druso el Joven   |                  |                  | Livila                | Livila                | Livila                | Livila                | Livila                | Livila                |                       |                       |                       |                       |         |         |                   |                   |                      |                      |                      |                      |                       |                      |                |                |                   |                   |                   |                   |                   |                   |                  |                  |                  |                  |               |               |               |               |  |  |  |  |  |  |  |  |  |  |  |  |  |  |  |  |  |  |  |  |  |  |  |  |  |  |  |  |  |  |
|  |  |                       |                       |                       |                       |                       |                       |                |                |                |                |                |                |                   |                   |                   |                   |                   |                   |                |                | Druso el Joven   | Druso el Joven   | Druso el Joven   | Druso el Joven   | Druso el Joven   | Druso el Joven   |                  |                  | Livila                | Livila                | Livila                | Livila                | Livila                | Livila                |                       |                       |                       |                       |         |         |                   |                   |                      |                      |                      |                      |                       |                      |                |                |                   |                   |                   |                   |                   |                   |                  |                  |                  |                  |               |               |               |               |  |  |  |  |  |  |  |  |  |  |  |  |  |  |  |  |  |  |  |  |  |  |  |  |  |  |  |  |  |  |
|  |  |                       |                       |                       |                       |                       |                       |                |                |                |                |                |                |                   |                   |                   |                   |                   |                   |                |                |                  |                  |                  |                  |                  |                  |                  |                  |                       |                       |                       |                       |                       |                       |                       |                       |                       |                       |         |         |                   |                   |                      |                      |                      |                      |                       |                      |                |                |                   |                   |                   |                   |                   |                   |                  |                  |                  |                  |               |               |               |               |  |  |  |  |  |  |  |  |  |  |  |  |  |  |  |  |  |  |  |  |  |  |  |  |  |  |  |  |  |  |
|  |  |                       |                       |                       |                       |                       |                       |                |                |                |                |                |                |                   |                   |                   |                   |                   |                   |                |                |                  |                  |                  |                  |                  |                  |                  |                  |                       |                       |                       |                       |                       |                       |                       |                       |                       |                       |         |         |                   |                   |                      |                      |                      |                      |                       |                      |                |                |                   |                   |                   |                   |                   |                   |                  |                  |                  |                  |               |               |               |               |  |  |  |  |  |  |  |  |  |  |  |  |  |  |  |  |  |  |  |  |  |  |  |  |  |  |  |  |  |  |
|  |  |                       |                       |                       |                       |                       |                       |                |                |                |                |                |                |                   |                   |                   |                   |                   |                   |                |                |                  |                  |                  |                  |                  |                  |                  |                  |                       |                       |                       |                       |                       |                       |                       |                       |                       |                       |         |         |                   |                   |                      |                      |                      |                      |                       |                      |                |                |                   |                   |                   |                   |                   |                   |                  |                  |                  |                  |               |               |               |               |  |  |  |  |  |  |  |  |  |  |  |  |  |  |  |  |  |  |  |  |  |  |  |  |  |  |  |  |  |  |
|  |  |                       |                       |                       |                       |                       |                       |                |                |                |                |                |                |                   |                   |                   |                   |                   |                   |                |                |                  |                  |                  |                  |                  |                  |                  |                  |                       |                       |                       |                       |                       |                       |                       |                       |                       |                       |         |         |                   |                   |                      |                      |                      |                      |                       |                      |                |                |                   |                   |                   |                   |                   |                   |                  |                  |                  |                  |               |               |               |               |  |  |  |  |  |  |  |  |  |  |  |  |  |  |  |  |  |  |  |  |  |  |  |  |  |  |  |  |  |  |
|  |  | Lucio César           | Lucio César           | Lucio César           | Lucio César           | Lucio César           | Lucio César           |                |                | Cayo César     | Cayo César     | Cayo César     | Cayo César     | Cayo César        | Cayo César        |                   |                   | Julia la Menor    | Julia la Menor    | Julia la Menor | Julia la Menor | Julia la Menor   | Julia la Menor   |                  |                  | Tiberio Gemelo   | Tiberio Gemelo   | Tiberio Gemelo   | Tiberio Gemelo   | Tiberio Gemelo        | Tiberio Gemelo        |                       |                       | Julia                 | Julia                 | Julia                 | Julia                 | Julia                 | Julia                 |         |         |                   |                   |                      |                      |                      |                      |                       |                      |                |                |                   |                   |                   |                   |                   |                   |                  |                  |                  |                  |               |               |               |               |  |  |  |  |  |  |  |  |  |  |  |  |  |  |  |  |  |  |  |  |  |  |  |  |  |  |  |  |  |  |
|  |  | Lucio César           | Lucio César           | Lucio César           | Lucio César           | Lucio César           | Lucio César           |                |                | Cayo César     | Cayo César     | Cayo César     | Cayo César     | Cayo César        | Cayo César        |                   |                   | Julia la Menor    | Julia la Menor    | Julia la Menor | Julia la Menor | Julia la Menor   | Julia la Menor   |                  |                  | Tiberio Gemelo   | Tiberio Gemelo   | Tiberio Gemelo   | Tiberio Gemelo   | Tiberio Gemelo        | Tiberio Gemelo        |                       |                       | Julia                 | Julia                 | Julia                 | Julia                 | Julia                 | Julia                 |         |         |                   |                   |                      |                      |                      |                      |                       |                      |                |                |                   |                   |                   |                   |                   |                   |                  |                  |                  |                  |               |               |               |               |  |  |  |  |  |  |  |  |  |  |  |  |  |  |  |  |  |  |  |  |  |  |  |  |  |  |  |  |  |  |
|  |  |                       |                       |                       |                       | Agripa Póstumo        | Agripa Póstumo        | Agripa Póstumo | Agripa Póstumo | Agripa Póstumo | Agripa Póstumo |                |                | Agripina la Mayor | Agripina la Mayor | Agripina la Mayor | Agripina la Mayor | Agripina la Mayor | Agripina la Mayor |                |                |                  |                  |                  |                  |                  |                  |                  |                  |                       |                       |                       |                       |                       |                       |                       |                       |                       |                       |         |         | Germánico         | Germánico         | Germánico            | Germánico            | Germánico            | Germánico            |                       |                      |                |                |                   |                   |                   |                   |                   |                   |                  |                  |                  |                  |               |               |               |               |  |  |  |  |  |  |  |  |  |  |  |  |  |  |  |  |  |  |  |  |  |  |  |  |  |  |  |  |  |  |
|  |  |                       |                       |                       |                       | Agripa Póstumo        | Agripa Póstumo        | Agripa Póstumo | Agripa Póstumo | Agripa Póstumo | Agripa Póstumo |                |                | Agripina la Mayor | Agripina la Mayor | Agripina la Mayor | Agripina la Mayor | Agripina la Mayor | Agripina la Mayor |                |                |                  |                  |                  |                  |                  |                  |                  |                  |                       |                       |                       |                       |                       |                       |                       |                       |                       |                       |         |         | Germánico         | Germánico         | Germánico            | Germánico            | Germánico            | Germánico            |                       |                      |                |                |                   |                   |                   |                   |                   |                   |                  |                  |                  |                  |               |               |               |               |  |  |  |  |  |  |  |  |  |  |  |  |  |  |  |  |  |  |  |  |  |  |  |  |  |  |  |  |  |  |
|  |  |                       |                       |                       |                       |                       |                       |                |                |                |                |                |                |                   |                   |                   |                   |                   |                   |                |                |                  |                  |                  |                  |                  |                  |                  |                  |                       |                       |                       |                       |                       |                       |                       |                       |                       |                       |         |         |                   |                   |                      |                      |                      |                      |                       |                      |                |                |                   |                   |                   |                   |                   |                   |                  |                  |                  |                  |               |               |               |               |  |  |  |  |  |  |  |  |  |  |  |  |  |  |  |  |  |  |  |  |  |  |  |  |  |  |  |  |  |  |
|  |  |                       |                       |                       |                       |                       |                       |                |                |                |                |                |                |                   |                   |                   |                   |                   |                   |                |                |                  |                  |                  |                  |                  |                  |                  |                  |                       |                       |                       |                       |                       |                       |                       |                       |                       |                       |         |         |                   |                   |                      |                      |                      |                      |                       |                      |                |                |                   |                   |                   |                   |                   |                   |                  |                  |                  |                  |               |               |               |               |  |  |  |  |  |  |  |  |  |  |  |  |  |  |  |  |  |  |  |  |  |  |  |  |  |  |  |  |  |  |
|  |  |                       |                       |                       |                       |                       |                       |                |                |                |                |                |                |                   |                   |                   |                   |                   |                   |                |                |                  |                  |                  |                  |                  |                  |                  |                  |                       |                       |                       |                       |                       |                       |                       |                       |                       |                       |         |         |                   |                   |                      |                      |                      |                      |                       |                      |                |                |                   |                   |                   |                   |                   |                   |                  |                  |                  |                  |               |               |               |               |  |  |  |  |  |  |  |  |  |  |  |  |  |  |  |  |  |  |  |  |  |  |  |  |  |  |  |  |  |  |
|  |  |                       |                       |                       |                       |                       |                       |                |                |                |                |                |                |                   |                   |                   |                   |                   |                   |                |                |                  |                  |                  |                  |                  |                  |                  |                  |                       |                       |                       |                       |                       |                       |                       |                       |                       |                       |         |         |                   |                   |                      |                      |                      |                      |                       |                      |                |                |                   |                   |                   |                   |                   |                   |                  |                  |                  |                  |               |               |               |               |  |  |  |  |  |  |  |  |  |  |  |  |  |  |  |  |  |  |  |  |  |  |  |  |  |  |  |  |  |  |
|  |  | Julia Drusila         | Julia Drusila         | Julia Drusila         | Julia Drusila         | Julia Drusila         | Julia Drusila         |                |                | Julia Livila   | Julia Livila   | Julia Livila   | Julia Livila   | Julia Livila      | Julia Livila      |                   |                   | Calígula          | Calígula          | Calígula       | Calígula       | Calígula         | Calígula         |                  |                  | Milonia Cesonia  | Milonia Cesonia  | Milonia Cesonia  | Milonia Cesonia  | Milonia Cesonia       | Milonia Cesonia       |                       |                       | Cneo Domicio Enobarbo | Cneo Domicio Enobarbo | Cneo Domicio Enobarbo | Cneo Domicio Enobarbo | Cneo Domicio Enobarbo | Cneo Domicio Enobarbo |         |         | Agripina la Menor | Agripina la Menor | Agripina la Menor    | Agripina la Menor    | Agripina la Menor    | Agripina la Menor    |                       |                      | Claudio        | Claudio        | Claudio           | Claudio           | Claudio           | Claudio           |                   |                   | Mesalina         | Mesalina         | Mesalina         | Mesalina         | Mesalina      | Mesalina      |               |               |  |  |  |  |  |  |  |  |  |  |  |  |  |  |  |  |  |  |  |  |  |  |  |  |  |  |  |  |  |  |
|  |  | Julia Drusila         | Julia Drusila         | Julia Drusila         | Julia Drusila         | Julia Drusila         | Julia Drusila         |                |                | Julia Livila   | Julia Livila   | Julia Livila   | Julia Livila   | Julia Livila      | Julia Livila      |                   |                   | Calígula          | Calígula          | Calígula       | Calígula       | Calígula         | Calígula         |                  |                  | Milonia Cesonia  | Milonia Cesonia  | Milonia Cesonia  | Milonia Cesonia  | Milonia Cesonia       | Milonia Cesonia       |                       |                       | Cneo Domicio Enobarbo | Cneo Domicio Enobarbo | Cneo Domicio Enobarbo | Cneo Domicio Enobarbo | Cneo Domicio Enobarbo | Cneo Domicio Enobarbo |         |         | Agripina la Menor | Agripina la Menor | Agripina la Menor    | Agripina la Menor    | Agripina la Menor    | Agripina la Menor    |                       |                      | Claudio        | Claudio        | Claudio           | Claudio           | Claudio           | Claudio           |                   |                   | Mesalina         | Mesalina         | Mesalina         | Mesalina         | Mesalina      | Mesalina      |               |               |  |  |  |  |  |  |  |  |  |  |  |  |  |  |  |  |  |  |  |  |  |  |  |  |  |  |  |  |  |  |
|  |  |                       |                       |                       |                       |                       |                       |                |                |                |                |                |                |                   |                   |                   |                   |                   |                   |                |                |                  |                  |                  |                  |                  |                  |                  |                  |                       |                       |                       |                       |                       |                       |                       |                       |                       |                       |         |         |                   |                   |                      |                      |                      |                      |                       |                      |                |                |                   |                   |                   |                   |                   |                   |                  |                  |                  |                  |               |               |               |               |  |  |  |  |  |  |  |  |  |  |  |  |  |  |  |  |  |  |  |  |  |  |  |  |  |  |  |  |  |  |
|  |  |                       |                       |                       |                       |                       |                       |                |                |                |                |                |                |                   |                   |                   |                   |                   |                   |                |                |                  |                  |                  |                  |                  |                  |                  |                  |                       |                       |                       |                       |                       |                       |                       |                       |                       |                       |         |         |                   |                   |                      |                      |                      |                      |                       |                      |                |                |                   |                   |                   |                   |                   |                   |                  |                  |                  |                  |               |               |               |               |  |  |  |  |  |  |  |  |  |  |  |  |  |  |  |  |  |  |  |  |  |  |  |  |  |  |  |  |  |  |
|  |  |                       |                       |                       |                       |                       |                       |                |                |                |                |                |                |                   |                   |                   |                   |                   |                   |                |                |                  |                  |                  |                  |                  |                  |                  |                  |                       |                       |                       |                       |                       |                       |                       |                       |                       |                       |         |         |                   |                   |                      |                      |                      |                      |                       |                      |                |                |                   |                   |                   |                   |                   |                   |                  |                  |                  |                  |               |               |               |               |  |  |  |  |  |  |  |  |  |  |  |  |  |  |  |  |  |  |  |  |  |  |  |  |  |  |  |  |  |  |
|  |  |                       |                       |                       |                       | Druso César           | Druso César           | Druso César    | Druso César    | Druso César    | Druso César    |                |                | Nerón César       | Nerón César       | Nerón César       | Nerón César       | Nerón César       | Nerón César       |                |                | Julia Drusila    | Julia Drusila    | Julia Drusila    | Julia Drusila    | Julia Drusila    | Julia Drusila    |                  |                  | Popea Sabina          | Popea Sabina          | Popea Sabina          | Popea Sabina          | Popea Sabina          | Popea Sabina          |                       |                       | Nerón                 | Nerón                 | Nerón   | Nerón   | Nerón             | Nerón             |                      |                      | Octavia              | Octavia              | Octavia               | Octavia              | Octavia        | Octavia        |                   |                   | Británico         | Británico         | Británico         | Británico         | Británico        | Británico        |                  |                  |               |               |               |               |  |  |  |  |  |  |  |  |  |  |  |  |  |  |  |  |  |  |  |  |  |  |  |  |  |  |  |  |  |  |
|  |  |                       |                       |                       |                       | Druso César           | Druso César           | Druso César    | Druso César    | Druso César    | Druso César    |                |                | Nerón César       | Nerón César       | Nerón César       | Nerón César       | Nerón César       | Nerón César       |                |                | Julia Drusila    | Julia Drusila    | Julia Drusila    | Julia Drusila    | Julia Drusila    | Julia Drusila    |                  |                  | Popea Sabina          | Popea Sabina          | Popea Sabina          | Popea Sabina          | Popea Sabina          | Popea Sabina          |                       |                       | Nerón                 | Nerón                 | Nerón   | Nerón   | Nerón             | Nerón             |                      |                      | Octavia              | Octavia              | Octavia               | Octavia              | Octavia        | Octavia        |                   |                   | Británico         | Británico         | Británico         | Británico         | Británico        | Británico        |                  |                  |               |               |               |               |  |  |  |  |  |  |  |  |  |  |  |  |  |  |  |  |  |  |  |  |  |  |  |  |  |  |  |  |  |  |
|  |  |                       |                       |                       |                       |                       |                       |                |                |                |                |                |                |                   |                   |                   |                   |                   |                   |                |                |                  |                  |                  |                  |                  |                  |                  |                  |                       |                       |                       |                       |                       |                       |                       |                       |                       |                       |         |         |                   |                   |                      |                      |                      |                      |                       |                      |                |                |                   |                   |                   |                   |                   |                   |                  |                  |                  |                  |               |               |               |               |  |  |  |  |  |  |  |  |  |  |  |  |  |  |  |  |  |  |  |  |  |  |  |  |  |  |  |  |  |  |
|  |  |                       |                       |                       |                       |                       |                       |                |                |                |                |                |                |                   |                   |                   |                   |                   |                   |                |                |                  |                  |                  |                  |                  |                  |                  |                  |                       |                       |                       |                       |                       |                       |                       |                       |                       |                       |         |         |                   |                   |                      |                      |                      |                      |                       |                      |                |                |                   |                   |                   |                   |                   |                   |                  |                  |                  |                  |               |               |               |               |  |  |  |  |  |  |  |  |  |  |  |  |  |  |  |  |  |  |  |  |  |  |  |  |  |  |  |  |  |  |

## Ascenso y caída de los Julio-Claudios

### Augusto
Todos los gobernantes responsables, sabiendo que no son inmortales, tratan de elegir un heredero políticamente digno de modo cuidadoso, y Augusto no fue diferente. Careciendo de heredero varón, casó a su única hija natural Julia con Marco Claudio Marcelo, su sobrino por parte de su propia hermana Octavia la Menor. Sin embargo, Marcelo murió al tomar alimentos envenenados en el año 23 a. C. Los relatos de historiadores posteriores que afirman que esta y otras muertes posteriores fueron organizadas por Livia Drusila, esposa de Augusto, no están comprobados, y las pruebas no son concluyentes.
Augusto casó entonces a su hija viuda con su amigo leal, Marco Vipsanio Agripa. Este matrimonio produjo cinco hijos, tres varones y dos mujeres: Cayo César, Lucio César, Julia la Menor, Agripina la Mayor y Agripa Póstumo. Todos los hijos varones eran herederos en potencia, especialmente los dos primeros, que fueron adoptados por el emperador. Augusto también mostró su agrado hacia los hijos de Livia en su primer matrimonio, Nerón Claudio Druso Germánico y su hermano Tiberio Claudio Nerón, líderes militares exitosos que habían luchado contra las tribus germánicas.
Agripa murió el 12 a. C., y Augusto ordenó a Tiberio divorciarse de su amada esposa Vipsania y casarse con las dos veces enviudada Julia. Druso, el hermano del esposo, murió en 9 a. C. al caerse de un caballo. Tiberio compartiría los poderes tribunicios con Augusto, pero poco después, en 6 a. C., partió a Rodas, en exilio voluntario. Tras las tempranas muertes de Lucio (en el año 2) y Cayo (en el año 4), Augusto estuvo forzado a reconocer a Tiberio como el siguiente emperador romano. Augusto desterró a su nieto Agripa Póstumo por razones desconocidas para nosotros (en los años 6 o 7) a la pequeña isla de Planasia. Tiberio fue reclamado en Roma y fue adoptado oficialmente por Augusto. Era la única elección razonable restante.

### Tiberio
El 19 de agosto de 14, Augusto murió. Cumpliendo su voluntad, Póstumo y Tiberio fueron nombrados coherederos. No obstante, el primero no tardó en ser ejecutado. Quién ordenó su muerte no lo sabemos, pero está claro que era la forma de que Tiberio accediese a los mismos poderes que su padrastro.
A pesar de la difícil relación con el Senado, los primeros cinco años de reinado de Tiberio fueron buenos en general. Permaneció fiel a los planes de Augusto para la sucesión y favoreció a su hijo adoptado, Germánico, sobre su hijo natural Druso, como ya hacía el pueblo. A petición del emperador, Germánico se vio recompensado con el poder proconsular y asumió el mando de la principal zona militar de Germania, donde suprimió la rebelión de Arminio y recuperó 2 de las 3 águilas perdidas durante la Batalla de Teuteburgo. Germánico murió en Siria en el año 19 y, en su lecho de muerte, acusó al gobernador de la provincia, Cneo Calpurnio Pisón, de asesinarlo por orden de Tiberio. Con la muerte de Germánico, el emperador comenzó a preparar a su hijo Druso para reemplazarle. Por este tiempo, Tiberio había dejado el día a día del imperio en manos de Lucio Elio Sejano.
Sejano creó una atmósfera de miedo en Roma. Controlaba una red de espías e informadores cuyo incentivo para acusar a los demás de traición era hacerse con parte de las propiedades del acusado tras su reclusión y muerte. Los juicios por traición estaban a la orden del día; pocos miembros de la aristocracia romana estaban a salvo. Los juicios agravaron la creciente paranoia de Tiberio, que hizo que todo dependiera completamente de Sejano, así como le permitía eliminar a sus rivales en potencia.
Tiberio, quizás asustado de su ambición, rechazó la propuesta de Sejano de casarse con Livila en 25, pero después de haberse retractado de sus objeciones a esa boda, en el año 30 este fue prometido a la hija de Livila, y nieta del emperador. La conexión de la familia de Sejano con la casa imperial era inminente, y en el 31 Sejano obtuvo el consulado con el emperador como el otro cónsul, un honor que Tiberio solo había reservado para los herederos a la corona. Cuando fue convocado a una reunión en el senado el 18 de octubre del mismo año, probablemente esperaba recibir una parte del poder tribunicio. En lugar de ello, el mensaje de Tiberio al Senado sería la completamente inesperada orden de destrucción de Sejano y su facción. Esto se vio seguido de una purga en la que Sejano y sus seguidores más prominentes murieron.
El segundo emperador de Roma murió en la ciudad puerto de Misenum el 16 de marzo de 37, a la edad de setenta y ocho años y tras un reinado de veintitrés de ellos. Suetonio escribe que el prefecto de la Guardia Pretoriana Nevio Sutorio Macro asfixió a Tiberio con una almohada para acelerar el acceso al trono de Calígula. De acuerdo con el escritor, fue conocido por sus perversiones en la isla de Capri donde forzaba a chicos jóvenes a realizar actividades sexuales y orgías. En una ocasión cuenta que cuando uno de ellos se quejó, le partió las piernas. Sin embargo, las reclamaciones de Suetonio deben ser tomadas con cierto escepticismo.

### Hechos sobresalientes del imperio de Tiberio
1. Concede la elección de los magistrados al senado, en vez de los comicios.
2. Como si su autoridad fuera vitalicia, no renueva sus poderes cada cinco años.
3. Aumenta el número de funcionarios subordinados a su autoridad.
4. Gobierna, al margen del Senado, desde su retiro en la isla de Capri.
5. La muerte de Germánico le libra de un posible rival por su prestigio y popularidad.
6. Durante el reinado de Tiberio crucifican a Jesús por orden de Poncio Pilatos
7. Para suceder a Tiberio, Sejano, prefecto del Pretorio, tras ganarse su confianza, hace que envenenen a Druso el Menor. Tiberio, percatado de las intenciones de Sejano, lo ejecuta.

### Calígula
Con Tiberio muerto, otra calamidad comenzó para la dinastía con el acceso de Calígula. Cayo Julio César Augusto Germánico, nacido el 31 de agosto de 12 y más conocido como Calígula, fue el tercer emperador romano que reinó del 37 al 41.
Cuando Tiberio murió el 16 de marzo de 37, Calígula estaba en una posición excelente para hacerse con el poder, a pesar del obstáculo de la voluntad del difunto, que había nombrado a aquel y a su primo Tiberio Gemelo herederos conjuntos. Calígula ordenó la muerte de Tiberio Gemelo en cuestión de meses. Respaldado por Nevio Sutorio Macro, impuso su supremacía.
Sus primeros actos fueron generosos de espíritu: dio primas en efectivo a la Guardia Pretoriana, declaró que los juicios por traición eran cosa del pasado, reclamó a los exiliados y ayudó a los perjudicados por el sistema imperial de impuestos. Fue querido por muchos solo por ser el hijo del bienamado Germánico, gran general de las legiones romanas. Además, él era, no como Tiberio, un descendiente directo de Augusto. También era bisnieto de Marco Antonio.
Al convertirse en emperador, Calígula interpretó una espectacular farsa. Ordenó construir un puente temporalmente flotante usando barcos como pontones, extendiéndolo por dos millas de su villa de verano, Baiæ, al vecino puerto de Puteoli. Entonces procedió a cabalgar en su caballo por él, llevando la coraza de Alejandro Magno. Esto fue porque se había propuesto desafiar a una predicción astrológica que le dijo que «no tendría oportunidad de convertirse en Emperador si no montaba en caballo por el golfo de Baiæ». Sin embargo, tras este favorable comienzo de su gobierno, Calígula cayó seriamente enfermo en octubre de 37 (probablemente también padecía una severa epilepsia, descrita por algunos autores como las crisis de las largas noches) y «volvió como un monstruo de lujuria y crueldad diabólica». Tan querido le fue al pueblo al comienzo como odiado y temido al final de su reinado, y en sus mentes la única posibilidad de apartarlo del trono era matándolo.
La conspiración que acabó con la vida de Calígula fue una trama de los oficiales de la Guardia Pretoriana, muchos por razones puramente personales. El 24 de enero de 41, el tribuno del pretorio Casio Querea y otros hombres de la guardia abordaron al emperador solo en un corredor retirado del palacio y lo degollaron. Junto con otro tribuno furioso, Cornelio Sabino, mató a la mujer de Calígula, Milonia Cesonia y a su pequeña hija Julia Drusila chocando su cabeza contra un muro.

### Hechos sobresalientes del imperio de Calígula
1. Devuelve la facultad de elección de los magistrados a los comicios. En cambio, promete gobernar de acuerdo con el Senado.
2. El Senado le confiere todos los poderes y le ratifica en su nombramiento.
3. Mediante sucesivos impuestos y confiscaciones compensa sus larguezas económicas.
4. Su carácter se vuelve despótico y tiránico. Ordena la muerte de Tiberio Gemelo y Sertorio Macrón.
5. Se identifica como dios bajo el título de Neos Helios.
6. Durante una fallida invasión a Gran Bretaña, Calígula le declaró la guerra al dios del mar Neptuno y ordenó a sus legionarios atacar las aguas del Canal de la mancha y recolectar conchas de mar como trofeo de guerra.
7. Perece asesinado en la conspiración del tribuno Casio Querea (líder de la Guardia Pretoriana) y el Senado .
8. El Senado decidió conspirar en contra de Caligula cuando el decidió decidió trasladar la capital del imperio a Alejandría
9. El Senado tenía planeado restaurar la República luego de que Calígula y su familia fuesen asesinados por la Guardia Pretoriana sin embargo Casio Querea se dio cuenta de que sin emperadores los pretorianos se quedarían sin trabajo, causando que asesinaran a los conspiradores y proclamaron emperador a Claudio.

### Claudio
Cuando llega al poder Calígula (uno de los periodos más oscuros del Imperio), este le asignará el cargo de cónsul, en el año 37, y senador. La cojera, la tartamudez, el movimiento incontrolable de su cabeza hacia cada hombro, así como su constante babeo (su misma madre lo llamaba monstruo) posiblemente le evitaron el fatal destino sufrido por muchos nobles durante las purgas de Tiberio y el irracional reinado de Calígula. Al ser Calígula asesinado, y parte de su familia y la mayoría de sus seguidores, por orden del comandante de la Guardia Pretoriana, Casio Querea a quien el Senado le encargo el exterminio de la familia imperial para restaurar la República, hasta que los pretorianos se dieron cuenta de que sin Emperador se quedarían sin trabajo y decidieron asesinar a los conspiradores del senado, Claudio quedó como el único hombre adulto de la familia imperial. Se le encontró escondido entre unas cortinas del palacio imperial, esperando que también lo mataran a él. Pero los pretorianos al descubrirlo se rieron y decidieron llevarlo a su campamento. Allí sería proclamado unánimemente como emperador, con la aceptación del propio Claudio y posteriormente del Senado.
Claudio se mostró como un administrador capaz y como un gran promotor de obras públicas. Durante los trece años de su gobierno, Roma vio la construcción de numerosas obras públicas. Así y tras unas hambrunas provocadas por el suministro poco constante de grano a Roma, mandó secar el lago de Fucia para transformar el terreno en campo. Mandó que extendiera el puerto de Ostia para desembarcos invernales y ordenó construir un canal navegable en el Tíber, además ordenó que se construyeran más de cien kilómetros de acueductos.
A pesar de sus grandes logros en la administración del imperio, la vida privada de Claudio era poco afortunada. Tras dos matrimonios infructuosos, el primero con Plautia Urgulanilla y el segundo con Elia Petina, se casó en el año 38 con Valeria Mesalina, de 15 años. Nunca quiso a Claudio, pero ambicionaba el poder. En el 41 esta dio a luz su primer hijo, Británico. Tras esto se sentía protegida frente a todos los ataques exteriores y aprovechó su poder sin escrúpulos. Poco después tuvieron una hija, Octavia, pero Claudio ignoraba sus numerosos encuentros extramatrimoniales. Mesalina era fogosa y díscola, y se dedicó por diversión a ejercer la prostitución, apostando con todas las prostitutas de Roma y ganando. Tan solo en 48, tras haberse casado secretamente Mesalina con Silio (el hijo de un conocido comandante militar y que también quería poder), y temiendo una revuelta, Claudio ordenó a los pretorianos que matasen a Silio y que en el mismo acto también eliminaran a Mesalina. La muerte de esta fue muy trágica ya que murió en brazos de su madre.
En el 49 y con una licencia especial del senado, Claudio se casó con su sobrina Agripina la Menor, hija de Agripina la Mayor, a su vez hija de Marco Vipsanio Agripa, el amigo y privado de Augusto, y su hermano Germánico, hermana de Calígula. Esto facilitó el acceso al trono del hijo de Agripina, Nerón, en detrimento de Británico, el hijo de Claudio. De hecho, es probable que fuera esta su cuarta esposa quien le envenenara para facilitar a su propio hijo Nerón la ascensión al trono imperial. Según algunos historiadores le proporcionó una comida con setas venenosas. La primera dosis solo le produjo problemas intestinales, por lo que Agripina obligó a Jenofonte, médico personal del emperador, a proporcionarle otra dosis de veneno. Tras esto Claudio murió en la noche del 13 de octubre del año 54, con 64 años. Dejó un legado glorioso y puso los cimientos de una edad de oro del Imperio.

### Hechos sobresalientes del imperio de Claudio
1. Elegido por los pretorianos, es confirmado por el Senado.
2. Se incorpora Britania al territorio romano.
3. Se casa con Mesalina y por influencia de esta destierra a Lucio Anneo Séneca.
4. Condenada a muerte Mesalina, Claudio se casa con Agripina la Menor.
5. Muere envenenado por disposición de esta.

### Nerón
En la época en que accedió al trono, Nerón era joven y abandonó el poder en manos de su madre, Agripina la Menor, su consejero y tutor Séneca, y la cabeza de la Guardia Pretoriana, Sexto Afranio Burro. Los problemas del Imperio se manejaron con buen criterio y el Senado disfrutó de un periodo de renovada influencia en los asuntos del Estado. Sin embargo, los problemas pronto aparecieron en la vida personal de Nerón y en la creciente disputa por la influencia entre Agripina, Séneca y Burro.
Nerón, según sabemos, estaba insatisfecho con su matrimonio con Claudia Octavia y tendía a desatenderla, y así comenzó una relación con Claudia Actea, una antigua esclava. A pesar de que esto no era anormal en la corte imperial, se desconfió sobre si la relación era por algo más que por satisfacción sexual. En 55, Agripina trató de intervenir en favor de Octavia y le pidió a su hijo que olvidara a la amante. Burro y Séneca, por otra parte, eligieron apoyar a Nerón y a su decisión de obviar los consejos de su madre. Como la ira de Nerón crecía por el poder no oficial que ejercía su madre, comenzó a conspirar sobre su asesinato, justificándose con la acusación de que ella conspiraba contra él, lo que no era cierto.
Cuando Popea Sabina, su amante favorita, quedó embarazada, Nerón decidió casarse con ella, pero su matrimonio con Octavia debía ser anulado antes de eso. Al principio recurrió a la acusación de adulterio; sin embargo, era Nerón quien tenía ya la fama mientras que su mujer era tomada por la mujer romana ideal. Ya que no pudo encontrarse ninguna evidencia de ello, Nerón decidió basarse en su infertilidad, quedando libre para casarse con Popea y tener al hijo. No obstante, había calculado mal la reacción que esto produciría en el pueblo. El falso rumor de que pretendía reclamar a Octavia hizo a sus partidarios celebrarlo abiertamente, y las festividades acabaron en un motín en el que la multitud arrasó los retratos de Popea mientras cargaba con Octavia triunfalmente sobre los hombros. Nerón acudió a la fuerza para disolver la revuelta y deshacerse de la esposa. Después de todo, salió victorioso en la demanda por adulterio gracias a una "confesión" de su almirante Aniceto, que fue recompensado con un confortable exilio mientras Octavia fue sumariamente ejecutada. Nerón quedó libre para unirse a Popea, que dio a luz a su hija. No obstante, la niña murió prematuramente, y Nerón pronto la deificó. Cuando Popea finalmente murió durante otro embarazo, los rumores maliciosos señalaron que había sido a causa de abusos físicos por parte de Nerón, si bien este es un tópico en las biografías de los gobernantes tiránicos y debe ser tomado con cierto escepticismo. De cualquier modo, la deificó y la momificó a la costumbre egipcia antes que incinerarla. La blasfemia contra la deificada Popea se convirtió en la acusación recurrente entre sus enemigos políticos, un hecho que sin duda ayuda a explicar la amarga hostilidad de los historiadores hacia él.
La noche del 18 al 19 de julio del 64, en la que estalló el gran incendio de Roma, Nerón por lo que conocemos estaba de asueto en su Anzio natal, pero tuvo que volver con precipitación; el fuego duró una semana. Circuló el rumor de que Nerón había tocado su lira y cantado, en lo alto del Quirinal, mientras la ciudad ardía. El pueblo lo acusó de ser el responsable y hay varios indicios de que realmente lo fue, uno de ellos, inmortalizar su nombre llamando a Roma «Nerópolis», otras, los testimonios que dan los historiadores de la época, entre ellos, Suetonio. Nerón intentó desesperadamente desviar la atención de sí y acusó a una pequeña secta oriental llamada Cristianismo. Ordenó que los cristianos fueran arrojados a los leones, mientras que crucificó a otros muchos. Nerón probablemente haya sido el responsable del incendio, dado que algunas de sus acciones siguientes al desastre lo evidencian. Aunque promulgó prudentes regulaciones para la reconstrucción de la ciudad, inmediatamente después de la catástrofe se apropió de una enorme porción de terreno en el corazón de la misma Roma para edificar su nuevo palacio, la Domus Aurea ('Casa dorada').
De vuelta en Roma, Nerón encontró un ambiente más que frío. Cayo Julio Vindex, el gobernador de la Gallia Lugdunensis, se rebeló, y esto llevó a Nerón a una paranoica búsqueda de planes de traición; en este estado mental ordenó la eliminación de los patricios que le resultaron sospechosos. Su antiguo fiel sirviente Galba, gobernador de la Hispania Tarraconense, era uno de esos nobles peligrosos, así que el emperador ordenó su ejecución. Galba, a falta de otra alternativa, declaró su lealtad al Senado y a no reconocer más el poder de Nerón sobre el pueblo. Además, comenzó a organizar su propia campaña para hacerse con el Imperio: como resultado, Lucio Clodio Macro, legado de la Legio III Augusta en África, se rebeló y dejó de enviar el grano a Roma. Ninfidio Sabino sobornó a la guardia imperial, que se volvió contra el emperador con la promesa de recompensa monetaria por parte de Galba. El senado depuso a Nerón, que se suicidó el 9 de junio de 68. Con su muerte, la dinastía Julio-Claudia llegó a su fin.

### Hechos sobresalientes del imperio de Nerón
1. Elegido emperador, es postergado el hijo de Claudio, Británico.
2. Séneca se encarga de su educación, junto con Sexto Afranio Burro, prefecto del Pretorio.
3. Agripina, perdida su influencia cerca de su hijo Nerón, se aproxima a Británico y a Octavia, esposa de Nerón.
4. Perecen todos ellos por orden de Nerón. Nuevo matrimonio con Popea.
5. Incendio Roma, atribuido por Nerón a los cristianos. Primera persecución cristiana.
6. Hostilidad de las clases elevadas: conspiración de Pisón descubierta. A causa de ella, se suicida Séneca.

## Sobrinos nietos
Es interesante la frecuencia en que la relación sanguínea tío abuelo a sobrino nieto se da entre los gobernantes de la dinastía julio-claudia.
1. Augusto era sobrino nieto de Julio César (y su hijo adoptivo).
2. Calígula era sobrino nieto de Tiberio.
3. Claudio era sobrino nieto de Augusto.
4. Nerón era sobrino nieto de Claudio (hijo suyo por adopción).

La otra relación recurrente es la de padrastro e hijastro, que no lo es de sangre, pero sí por alianza matrimonial:
1. Tiberio era hijastro de Augusto.
2. Nerón, así como era sobrino nieto de Claudio era también su hijastro (su madre Agripina fue sobrina de Claudio, y también su cuarta esposa).

La relación tío a sobrino también destaca: Tiberio era tío de Claudio, Claudio era tío de Calígula y este último tío de Nerón.
Ningún emperador julio-claudio fue descendiente sanguíneo directo de su predecesor. Tiberio y Claudio tenían sucesores de sangre (el nieto de Tiberio, Tiberio Gemelo, y el hijo de Claudio, Británico) disponibles para su sucesión, pero prefirieron a sus sobrino-nietos.
El hecho de que la sucesión ordinaria padre-hijo (o abuelo-nieto) nunca se diera ha contribuido a la imagen de la dinastía julio-claudia presentada en la novela Yo, Claudio de Robert Graves: un mundo peligroso en que los miembros de la familia, conspiradores, estaban siempre dispuestos a asesinar a los herederos directos para alcanzar ellos y sus familiares inmediatos, o sus amantes, la sucesión al trono. También se aprecia lo mismo en la miniserie A.D. Anno Domini.

## Emperadores de la dinastía
1. Augusto (27 a. C.-14 d. C.)
2. Tiberio (14-37)
3. Calígula (37-41)
4. Claudio (41-54)
5. Nerón (54-68).